# Hongkong Land

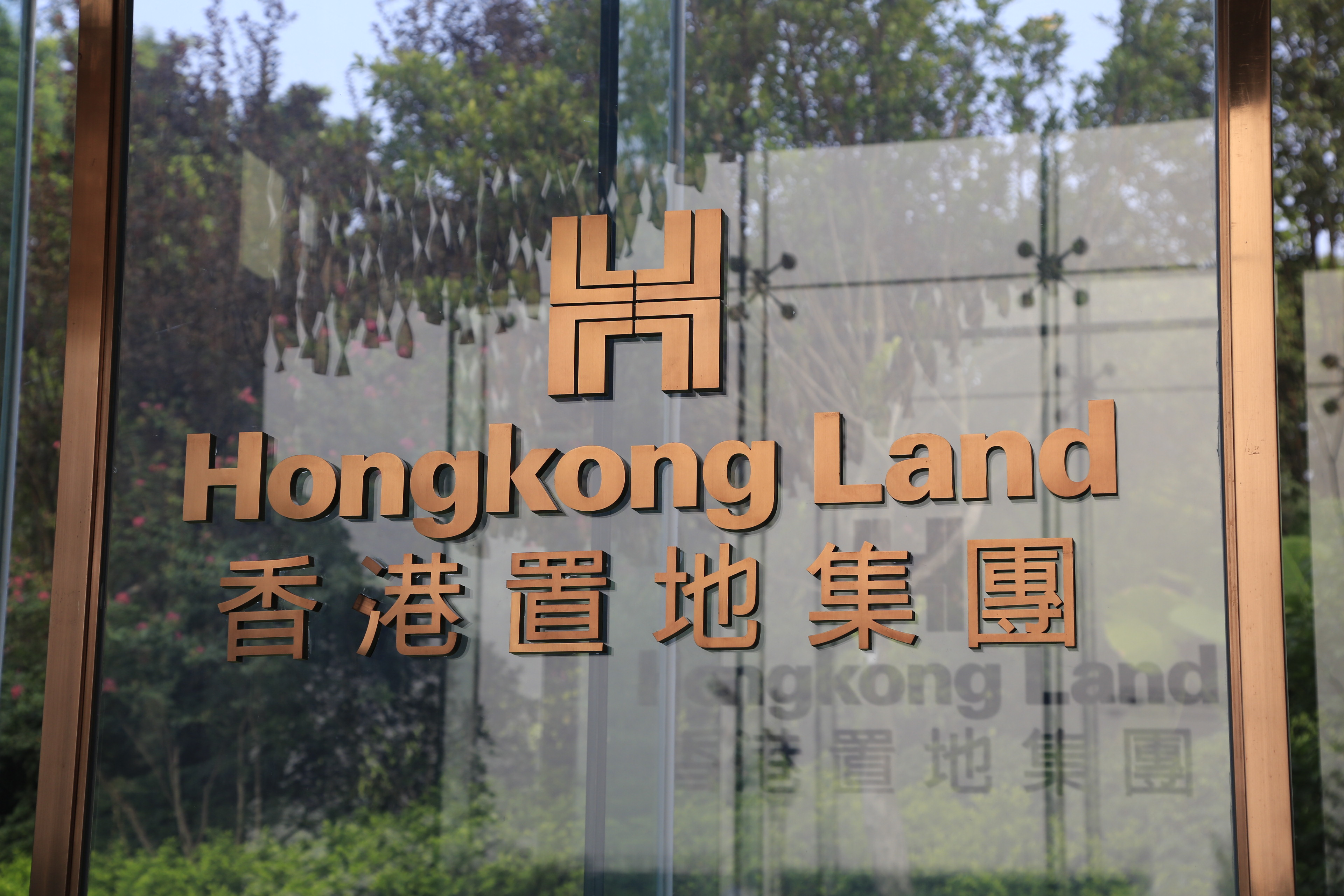
Unternehmenszentrale

Die Hongkong Land Company, Limited (chinesisch 香港置地) oder kurz Hongkong Land ist seit ihrer Gründung 1889 in der Entwicklung und im Betrieb von Wohn- und Gewerbeimmobilien tätig. Ursprünglich auf Hongkong konzentriert, hat das Unternehmen in den letzten Jahren seine Aktivitäten zunehmend auf die Volksrepublik China und nach Singapur ausgeweitet. Der offizielle Firmensitz ist aber in Hamilton auf den Bermudas. Das Unternehmen ist im Straits Times Index an der Singapore Exchange und an der Börse auf den Bermudas gelistet.
Hongkong Land hält 77 Prozent an dem Immobilienunternehmen MCL Land aus Singapur. Mit 50 % des Aktienkapitals wird Hongkong Land wiederum von dem Mischkonzern Jardine Matheson Holdings beherrscht.

## Immobilien
Das Unternehmen besitzt und verwaltet rund 8.50.000 m² Büro- und Einzelhandelsimmobilien in Asien, vor allem in Hongkong und Singapur. Das Portfolio in Hongkong umfasst rund 4.900.000 m² an Gewerbeimmobilien und ist damit der größte Vermieter in Central, Hongkong, in Singapur verfügt es über 165.000 m² Bürofläche, die hauptsächlich über Joint Ventures gehalten werden. Ihre Tochtergesellschaft MCL Land ist ein Bauträger für Wohnimmobilien. Hongkong Land ist außerdem zu 50 % am World Trade Center Jakarta beteiligt, einem Bürokomplex im Zentrum Jakartas, den es sich mit der Central Cipta Murdaya Group der Familie Murdaya (Eigentümerin von Pondok Indah) teilt, sowie an einer Reihe von Wohn- und Mischnutzungsprojekten, die derzeit in Städten im Großraum China und in Südostasien entwickelt werden, darunter WF CENTRAL, ein luxuriöses Einzelhandelszentrum in der Wangfujing, Peking.